# 藍野高等学校
藍野高等学校（あいのこうとうがっこう）は、かつて大阪府茨木市に存在した私立高等学校。設置者は学校法人藍野大学。

## 概要
衛生看護科を設置し、大阪府内では唯一、卒業時に准看護師資格の取得が可能であった。また卒業後、藍野大学短期大学部（第一看護学科）などの看護師養成2年課程の学校に進学して所定課程を修めることで、中学校卒業から最短5年間で看護師国家試験の受験資格を取得することが可能となっていた。
2020年からは4年制の医療系大学進学を目指すことができる「メディカルサイエンスコース」が新設される。「メディカルサイエンスコース」は准看護師の資格は取得しないが、大学進学を視野に入れ、看護師はもちろん、看護師以外の医療職も柔軟に目指すことができるようになった。また、藍野大学への特別進学制度も設けられていた。

## 沿革
- 2007年4月1日 - 「藍野学院短期大学附属藍野高等学校」として開校。
- 2012年4月1日 - 「藍野高等学校」に名称変更。
- 2020年4月1日 - 「メディカルサイエンスコース」を新設。准看護師を目指す既存のコースは「衛生看護コース」という名称となる。
- 2024年4月1日 -  姉妹校の明浄学院高等学校と統合した。

## 学科・コース
- 衛生看護科

## 取得可能資格
- 准看護師資格（ただし、2020年新設の「メディカルサイエンスコース」では取得できない）

## 交通
- 東海道本線（JR京都線）摂津富田駅 北西へ約1.3km。
- 阪急京都線 富田駅 北西へ約1.5km。

摂津富田駅北口より無料スクールバスあり。